# Big mek indeks
Big mek indeks (engl. Big Mac Index) objavljuje Ekonomist kao neformalan način merenja pariteta kupovne moći (PKM) između dveju valuta; pruža testiranje mere do koje tržišne kursne stope rezultuju u dobrima koja koštaju isto u različitim zemljama. „Teži pravljenju teorije kursne stope malo više shvatljivom.”
Indeks, nastao 1986, dobio je svoje ime po big meku — hamburgeru koji se prodaje u Mekdonaldsovim restoranima.